# Mass Spectrometry Reviews
Mass Spectrometry Reviews è una rivista accademica che si occupa di spettrometria di massa.